# 白枝青冈
白枝青冈（学名：Quercus albicaulis）为壳斗科青冈属下的一个种。